# Polissoirs von Lailly
Die Polissoirs von Lailly (französisch Polissoir – deutsch „Wetzrillen“) liegen eng benachbart im Norden der Gemeinde Lailly im Südteil des Waldes von Lancy (französisch Forêt de Lancy), nordöstlich von Sens, im äußersten Norden des Départements Yonne in Frankreich.

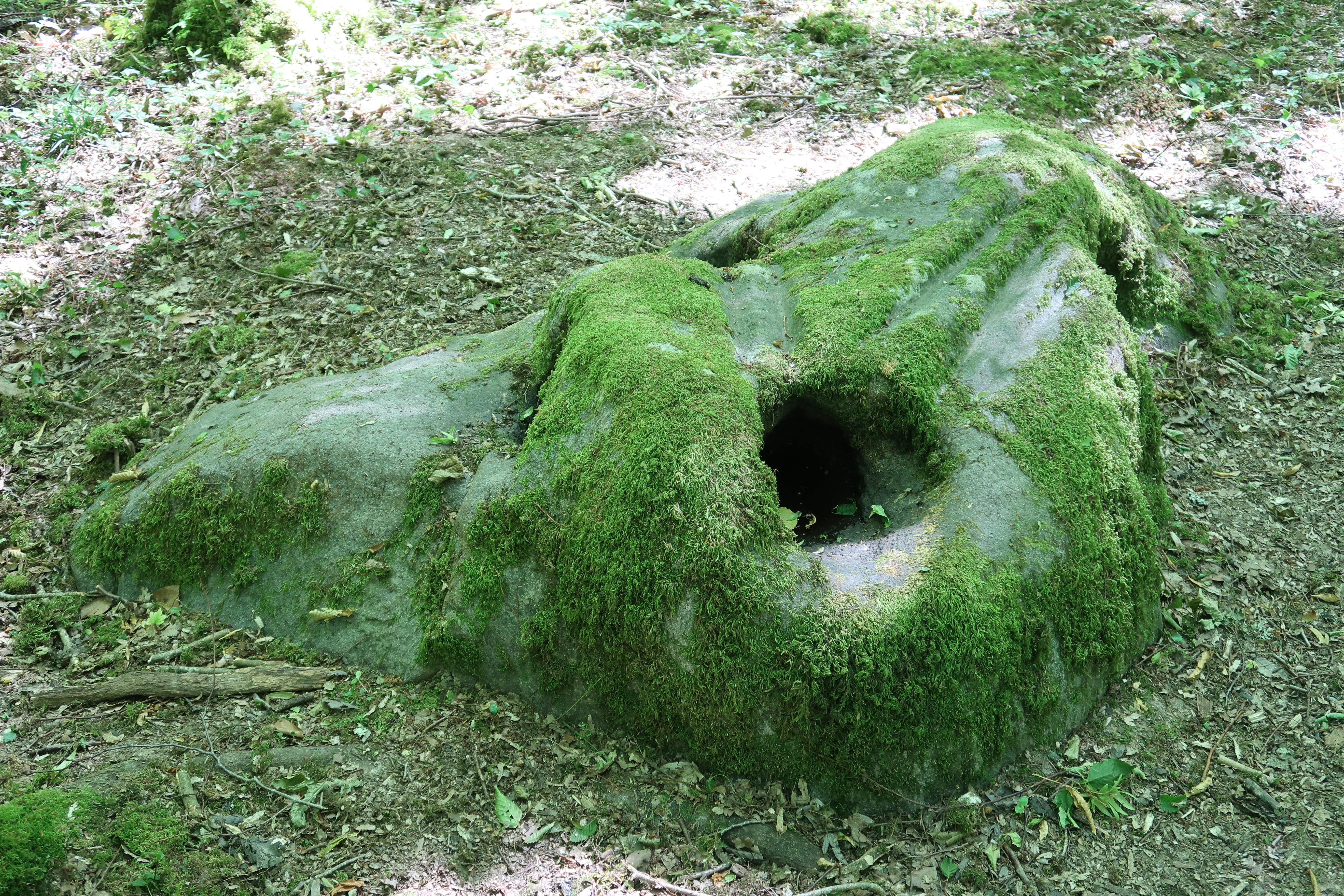
Pierre à l'eau

## Polissoir de la Pierre à l'Eau
Der Polissoir Pierre à l'Eau ist das westlichste der drei. Er liegt östlich der Straße D 110, nahe einem kleinen Bach südlich des Pavillon-de-Lancy. Der Polissoir-Stein hat fünf Wetzrillen und drei flache natürliche Wasserbecken. Der Stein ist dreieckig und misst etwa 2,0 m mal 1,5 m. Der Polissoir ist als seit 1922 als Monument historique eingestuft

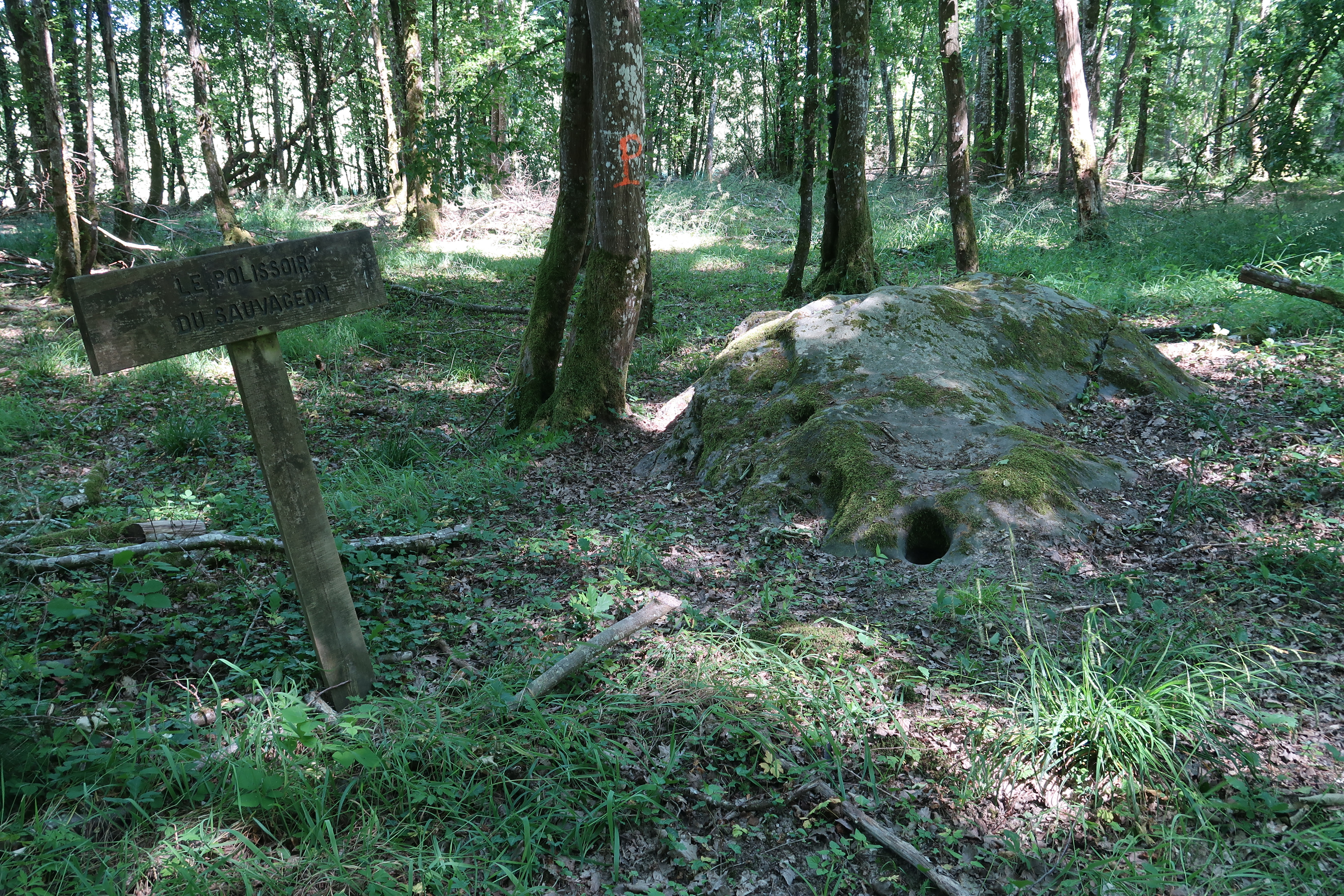
Polissoir avec Cuvette

## Polissoir avec Cuvette
Der Polissoir avec Cuvette liegt etwa 50 Meter östlich vom Pierre à l'Eau. Der zweite Polissoir-Stein ist größer und hat mittig eingetieft ein natürliches, mit Wasser gefülltes Becken und zwei große, flache Wetzrillen.

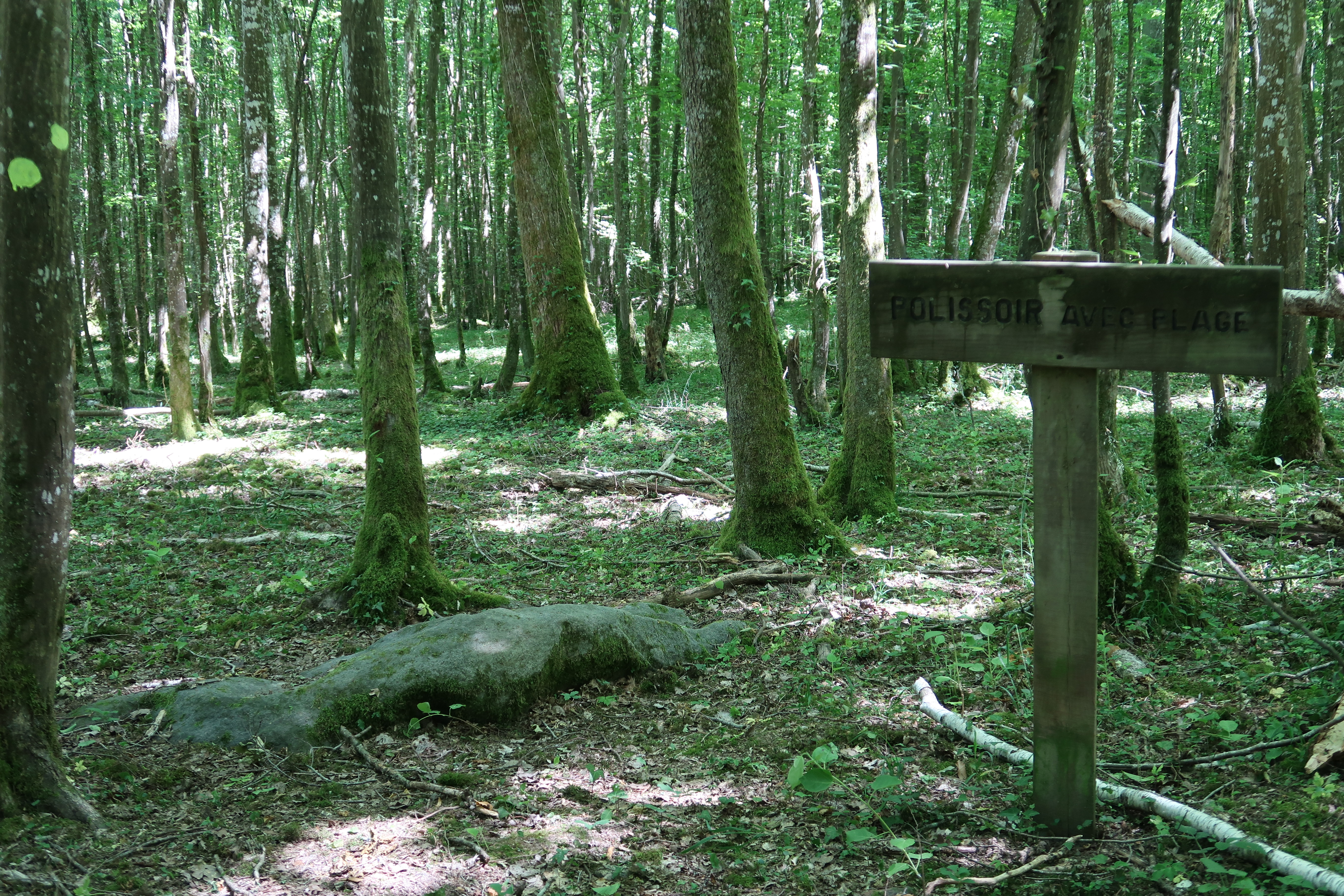
Polissoir avec Plage

## Polissoir avec Plage
Der Polissoir avec Plage liegt weitere 40 Meter östlich. Der kleine flache Stein misst etwa 2,0 Meter mal 0,5 Meter und hat eine geglättete Sichelform. Neben dem Polissoir liegen mindestens drei Wasserbecken, von denen einige ziemlich tief sind und etwa 20 cm Durchmesser haben.

## Kontext
Die Häufigkeit der Polissoirs hängt mit der Verfügbarkeit von Steinen für die Herstellung von Äxten und von geeigneten Blöcken zum Polieren zusammen. Im Pariser Becken und im Verbreitungsgebiet der Seine-Oise-Marne-Kultur (SOM-Kultur) sind sie häufig anzutreffen: So wurden zahlreiche in den Départements Aube, Essonne, Eure-et-Loir, Loiret, Seine-et-Marne und Yonne gefunden.
Per Konvention werden Polissoirs als Megalithen klassifiziert, obwohl sie keine der Eigenschaften haben.